# Selección femenina de fútbol de Guinea
La selección femenina de fútbol de Guinea es el equipo de fútbol nacional femenino de Guinea y es supervisado por la Federación de Fútbol de Guinea.

## Estadísticas

### Copa Mundial Femenina de Fútbol
| Edición | Resultado      | Posición       | PJ             | PG             | PE             | PP             | GF             | GC             |
| ------- | -------------- | -------------- | -------------- | -------------- | -------------- | -------------- | -------------- | -------------- |
| 1991    | No clasificó   | No clasificó   | No clasificó   | No clasificó   | No clasificó   | No clasificó   | No clasificó   | No clasificó   |
| 1995    | Se retiró      | Se retiró      | Se retiró      | Se retiró      | Se retiró      | Se retiró      | Se retiró      | Se retiró      |
| 1999    | No clasificó   | No clasificó   | No clasificó   | No clasificó   | No clasificó   | No clasificó   | No clasificó   | No clasificó   |
| 2003    | No participó   | No participó   | No participó   | No participó   | No participó   | No participó   | No participó   | No participó   |
| 2007    | No clasificó   | No clasificó   | No clasificó   | No clasificó   | No clasificó   | No clasificó   | No clasificó   | No clasificó   |
| 2011    | No clasificó   | No clasificó   | No clasificó   | No clasificó   | No clasificó   | No clasificó   | No clasificó   | No clasificó   |
| 2015    | No participó   | No participó   | No participó   | No participó   | No participó   | No participó   | No participó   | No participó   |
| 2019    | No participó   | No participó   | No participó   | No participó   | No participó   | No participó   | No participó   | No participó   |
| 2023    | No clasificó   | No clasificó   | No clasificó   | No clasificó   | No clasificó   | No clasificó   | No clasificó   | No clasificó   |
| 2027    | Por disputarse | Por disputarse | Por disputarse | Por disputarse | Por disputarse | Por disputarse | Por disputarse | Por disputarse |
| Total   | 0/9            | -              | -              | -              | -              | -              | -              | -              |

### Copa Femenina Africana de Naciones
| Edición | Resultado                                  | Posición                                   | PJ                                         | PG                                         | PE                                         | PP                                         | GF                                         | GC                                         |
| ------- | ------------------------------------------ | ------------------------------------------ | ------------------------------------------ | ------------------------------------------ | ------------------------------------------ | ------------------------------------------ | ------------------------------------------ | ------------------------------------------ |
| 1991    | Semifinal                                  | 3.º                                        | 1                                          | 0                                          | 0                                          | 1                                          | 0                                          | 7                                          |
| 1995    | Se retiró                                  | Se retiró                                  | Se retiró                                  | Se retiró                                  | Se retiró                                  | Se retiró                                  | Se retiró                                  | Se retiró                                  |
| 1998    | No clasificó                               | No clasificó                               | No clasificó                               | No clasificó                               | No clasificó                               | No clasificó                               | No clasificó                               | No clasificó                               |
| 2000    | No participó                               | No participó                               | No participó                               | No participó                               | No participó                               | No participó                               | No participó                               | No participó                               |
| 2002    | No participó                               | No participó                               | No participó                               | No participó                               | No participó                               | No participó                               | No participó                               | No participó                               |
| 2004    | No clasificó                               | No clasificó                               | No clasificó                               | No clasificó                               | No clasificó                               | No clasificó                               | No clasificó                               | No clasificó                               |
| 2006    | No clasificó                               | No clasificó                               | No clasificó                               | No clasificó                               | No clasificó                               | No clasificó                               | No clasificó                               | No clasificó                               |
| 2008    | No clasificó                               | No clasificó                               | No clasificó                               | No clasificó                               | No clasificó                               | No clasificó                               | No clasificó                               | No clasificó                               |
| 2010    | No clasificó                               | No clasificó                               | No clasificó                               | No clasificó                               | No clasificó                               | No clasificó                               | No clasificó                               | No clasificó                               |
| 2012    | No clasificó                               | No clasificó                               | No clasificó                               | No clasificó                               | No clasificó                               | No clasificó                               | No clasificó                               | No clasificó                               |
| 2014    | No participó                               | No participó                               | No participó                               | No participó                               | No participó                               | No participó                               | No participó                               | No participó                               |
| 2016    | No clasificó                               | No clasificó                               | No clasificó                               | No clasificó                               | No clasificó                               | No clasificó                               | No clasificó                               | No clasificó                               |
| 2018    | No participó                               | No participó                               | No participó                               | No participó                               | No participó                               | No participó                               | No participó                               | No participó                               |
| 2020    | Cancelado debido a la pandemia de COVID-19 | Cancelado debido a la pandemia de COVID-19 | Cancelado debido a la pandemia de COVID-19 | Cancelado debido a la pandemia de COVID-19 | Cancelado debido a la pandemia de COVID-19 | Cancelado debido a la pandemia de COVID-19 | Cancelado debido a la pandemia de COVID-19 | Cancelado debido a la pandemia de COVID-19 |
| 2022    | No clasificó                               | No clasificó                               | No clasificó                               | No clasificó                               | No clasificó                               | No clasificó                               | No clasificó                               | No clasificó                               |
| 2024    | No clasificó                               | No clasificó                               | No clasificó                               | No clasificó                               | No clasificó                               | No clasificó                               | No clasificó                               | No clasificó                               |
| Total   | 1/13                                       | 23.º                                       | 1                                          | 0                                          | 0                                          | 1                                          | 0                                          | 7                                          |

## Últimos y próximos encuentros
Actualizado al último partido jugado el 5 de diciembre de 2023
| Fecha      | Ciudad        | Local    | Resultado | Visitante | Competición                      |
| ---------- | ------------- | -------- | --------- | --------- | -------------------------------- |
| 14-08-2023 | Conakri       | Guinea   | 0:3       | Ghana     | Torneo Preolímpico Femenino 2024 |
| 18-08-2023 | Acra          | Ghana    | 4:0       | Guinea    | Torneo Preolímpico Femenino 2024 |
| 21-09-2023 | Conakri       | Guinea   | 8:0       | Mauricio  | Clas. Campeonato Femenino 2024   |
| 26-09-2023 | Quatre Bornes | Mauricio | 0:3       | Guinea    | Clas. Campeonato Femenino 2024   |
| 30-11-2023 | Bamako        | Malí     | 7:2       | Guinea    | Clas. Campeonato Femenino 2024   |
| 05-12-2023 | Conakri       | Guinea   | 0:3       | Malí      | Clas. Campeonato Femenino 2024   |